# Goncelin
Goncelin és un municipi francès situat al departament de la Isèra i a la regió d'Alvèrnia-Roine-Alps. L'any 2007 tenia 2.150 habitants.

## Demografia

### Població
El 2007 la població de fet de Goncelin era de 2.150 persones. Hi havia 822 famílies de les quals 190 eren unipersonals (83 homes vivint sols i 107 dones vivint soles), 233 parelles sense fills, 312 parelles amb fills i 87 famílies monoparentals amb fills.
La població ha evolucionat segons el següent gràfic:
Habitants censats

### Habitatges
El 2007 hi havia 904 habitatges, 834 eren l'habitatge principal de la família, 26 eren segones residències i 44 estaven desocupats. 635 eren cases i 258 eren apartaments. Dels 834 habitatges principals, 564 estaven ocupats pels seus propietaris, 247 estaven llogats i ocupats pels llogaters i 24 estaven cedits a títol gratuït; 15 tenien una cambra, 55 en tenien dues, 126 en tenien tres, 272 en tenien quatre i 367 en tenien cinc o més. 571 habitatges disposaven pel capbaix d'una plaça de pàrquing. A 326 habitatges hi havia un automòbil i a 428 n'hi havia dos o més.

### Piràmide de població
La piràmide de població per edats i sexe el 2009 era:
| Homes | Edats   | Dones |
| ----- | ------- | ----- |
| 0     | 95 o +  | 0     |
| 0     | 90 a 94 | 8     |
| 4     | 85 a 89 | 16    |
| 8     | 80 a 84 | 12    |
| 20    | 75 a 79 | 32    |
| 32    | 70 a 74 | 20    |
| 28    | 65 a 69 | 44    |
| 52    | 60 a 64 | 32    |
| 40    | 55 a 59 | 36    |
| 56    | 50 a 54 | 44    |
| 92    | 45 a 49 | 88    |
| 64    | 40 a 44 | 92    |
| 88    | 35 a 39 | 100   |
| 48    | 30 a 34 | 48    |
| 88    | 25 a 29 | 52    |
| 60    | 20 a 24 | 56    |
| 76    | 15 a 19 | 48    |
| 100   | 10 a 14 | 72    |
| 72    | 5 a 9   | 68    |
| 36    | 0 a 4   | 64    |

## Economia
El 2007 la població en edat de treballar era de 1.427 persones, 1.093 eren actives i 334 eren inactives. De les 1.093 persones actives 1.031 estaven ocupades (549 homes i 482 dones) i 63 estaven aturades (29 homes i 34 dones). De les 334 persones inactives 120 estaven jubilades, 118 estaven estudiant i 96 estaven classificades com a «altres inactius».

### Ingressos
El 2009 a Goncelin hi havia 836 unitats fiscals que integraven 2.190,5 persones, la mediana anual d'ingressos fiscals per persona era de 20.840 €.

### Activitats econòmiques
Dels 126 establiments que hi havia el 2007, 2 eren d'empreses alimentàries, 8 d'empreses de fabricació d'altres productes industrials, 19 d'empreses de construcció, 25 d'empreses de comerç i reparació d'automòbils, 8 d'empreses de transport, 7 d'empreses d'hostatgeria i restauració, 2 d'empreses d'informació i comunicació, 6 d'empreses financeres, 9 d'empreses immobiliàries, 14 d'empreses de serveis, 18 d'entitats de l'administració pública i 8 d'empreses classificades com a «altres activitats de serveis».
Dels 42 establiments de servei als particulars que hi havia el 2009, 1 era una oficina d'administració d'Hisenda pública, 1 gendarmeria, 1 oficina de correu, 2 oficines bancàries, 5 tallers de reparació d'automòbils i de material agrícola, 1 taller d'inspecció tècnica de vehicles, 1 autoescola, 3 paletes, 2 guixaires pintors, 4 fusteries, 3 lampisteries, 2 empreses de construcció, 4 perruqueries, 6 restaurants, 5 agències immobiliàries i 1 saló de bellesa.
Dels 5 establiments comercials que hi havia el 2009, 1 era una botiga de menys de 120 m², 1 una fleca i 3 carnisseries.
L'any 2000 a Goncelin hi havia 19 explotacions agrícoles que ocupaven un total de 63 hectàrees.

## Equipaments sanitaris i escolars
L'únic equipament sanitari que hi havia el 2009 era una farmàcia.
El 2009 hi havia 1 escola maternal i 1 escola elemental. Goncelin disposava d'un col·legi d'educació secundària amb 600 alumnes.

## Poblacions més properes
El següent diagrama mostra les poblacions més properes.